# Ortheziolacoccus williamsi
Ortheziolacoccus williamsi är en insektsart som först beskrevs av Ferenc Kozár och Miller 2000.  Ortheziolacoccus williamsi ingår i släktet Ortheziolacoccus och familjen vaxsköldlöss.
Artens utbredningsområde är Tanzania. Inga underarter finns listade i Catalogue of Life.